# Coupe des vainqueurs de coupe de la CONCACAF 1996
Navigation
Édition précédente Édition suivante
La Coupe des vainqueurs de coupe de la CONCACAF 1996 est la cinquième édition de cette compétition organisée par la CONCACAF. La compétition est abandonnée lors de la phase finale.

## Tours de qualification

### Zone nord
Les Américains du Richmond Kickers se qualifient pour la phase inter-zones.

### Zone caribéenne

#### Premier tour
Lors du premier tour s'affrontent les Trinidadiens de l'United Petrotrin et les Surinameiens du SV Robinhood. Le vainqueur affronte le Siroco Les Abymes, club de Guadeloupe, au second tour.
| Équipe 1         | Résultat | Équipe 2     | Aller | Retour | Dates                            |
| ---------------- | -------- | ------------ | ----- | ------ | -------------------------------- |
| United Petrotrin | 6 - 1    | SV Robinhood | 4 - 1 | 2 - 0  | 17 novembre et 1er décembre 1996 |

#### Second tour
| Équipe 1         | Résultat | Équipe 2          | Aller | Retour | Dates                 |
| ---------------- | -------- | ----------------- | ----- | ------ | --------------------- |
| United Petrotrin | 0 - 2    | Siroco Les Abymes | 0 - 1 | 0 - 1  | 8 et 18 décembre 1996 |

### Zone centrale

#### Premier tour
Avant le premier tour au cours duquel doivent s'affronter les béliziens du Juventus FC aux Nicaraguayens du FC San Marcos, ces derniers déclarent forfait. Le Juventus FC se qualifie donc pour le second tour.

#### Second tour
| Équipe 1              | Résultat | Équipe 2      | Aller | Retour | Dates                  |
| --------------------- | -------- | ------------- | ----- | ------ | ---------------------- |
| Deportivo Árabe Unido | 0 - 2    | CD Olimpia    | 0 - 1 | 0 - 1  | 31 mai et 2 juin 1997  |
| Juventus FC           | 3 - 5    | CSD Municipal | 3 - 4 | 0 - 1  | 27 mai et 16 juin 1997 |

## Phase finale
La phase finale est abandonnée avant son entame.